# Jules Wolfson
Johannes Jules Wolfson, bedre kendt som Jules Wolfson eller som del af producerteamet Jon & Jules, er dansk producer, sangskriver og pladeselskabsdirektør i Nexus Music.
Som grundlægger af produktions- og pladeselskabet Nexus Music, har Jules Wolfson signet, udviklet og produceret Nik & Jay, den bedst sælgende dansksprogede popgruppe og/eller rapgruppe nogensinde, med et salg af over en million albums og modtager af talrige priser og nomineringer ved blandt andet Danish Music Awards.
Han signede, udviklede og producerede herefter Joey Moe, som blandt andet resulterede i det største danske klubhit nogensinde, “Yo-Yo”.
Jules Wolfson har signet, udviklet og produceret Cisilia, der ved Danish Music Awards 2015 blev den yngste vinder nogensinde (i en alder af 16 år), da hun vandt i kategorierne Årets Danske Hit ("Vi To Datid Nu") og Årets Nye Danske Navn.
Jules Wolfson har skrevet sange og produceret musik med internationale kunstnere som J. Holiday, Massari, Usher, Ne-Yo, R. City, Emilia og Timbaland, hvilket har resulteret i placeringer på den amerikanske Billboard 200 chart.
Jules Wolfson har desuden signet, udviklet og produceret de platinsælgende kunstnere Alex, Ankerstjerne og Sisse Marie. Hans arbejde med Sisse Marie udmærkede sig blandt andet ved at være den 8. mest sete musikvideo i verden på YouTube på udgivelsesdagen.
Jules Wolfson har derudover skrevet og produceret sange med platinsælgende kunstnere som Burhan G, Clemens, Christian Brøns, Blå Øjne og Morten Breum.
Som sangskriver og musikproducer har Jules Wolfson modtaget over 150 guld- og platinplader og hans udgivelser har blandt andet resulteret i 7 Danish Music Awards, 5 Danish DeeJay Awards og talrige nomineringer.
Jules Wolfson er en af de mest spillede musikere på dansk radio flere år i træk.
I 2011 modtog han sammen med Nik & Jay IFPIs Ærespris til Danish Music Awards.
Den 15. november 2015 modtog Jules Wolfson priser fra sangskriver- og komponistforeningen Danske Populær Autorer (DPA) for blandt andet at skrive og producere “Årets Hit” til kunstneren Cisilia.